# 诺基亚N93
Nokia N93是一款诺基亚出品的商务拍照手机。